# Newbold-on-Avon
Newbold-on-Avon – wieś w Anglii, w hrabstwie Warwickshire, w dystrykcie Rugby. Leży 25 km na północny wschód od miasta Warwick i 126 km na północny zachód od Londynu. W 2001 miejscowość liczyła 1548 mieszkańców.